# 石川政康

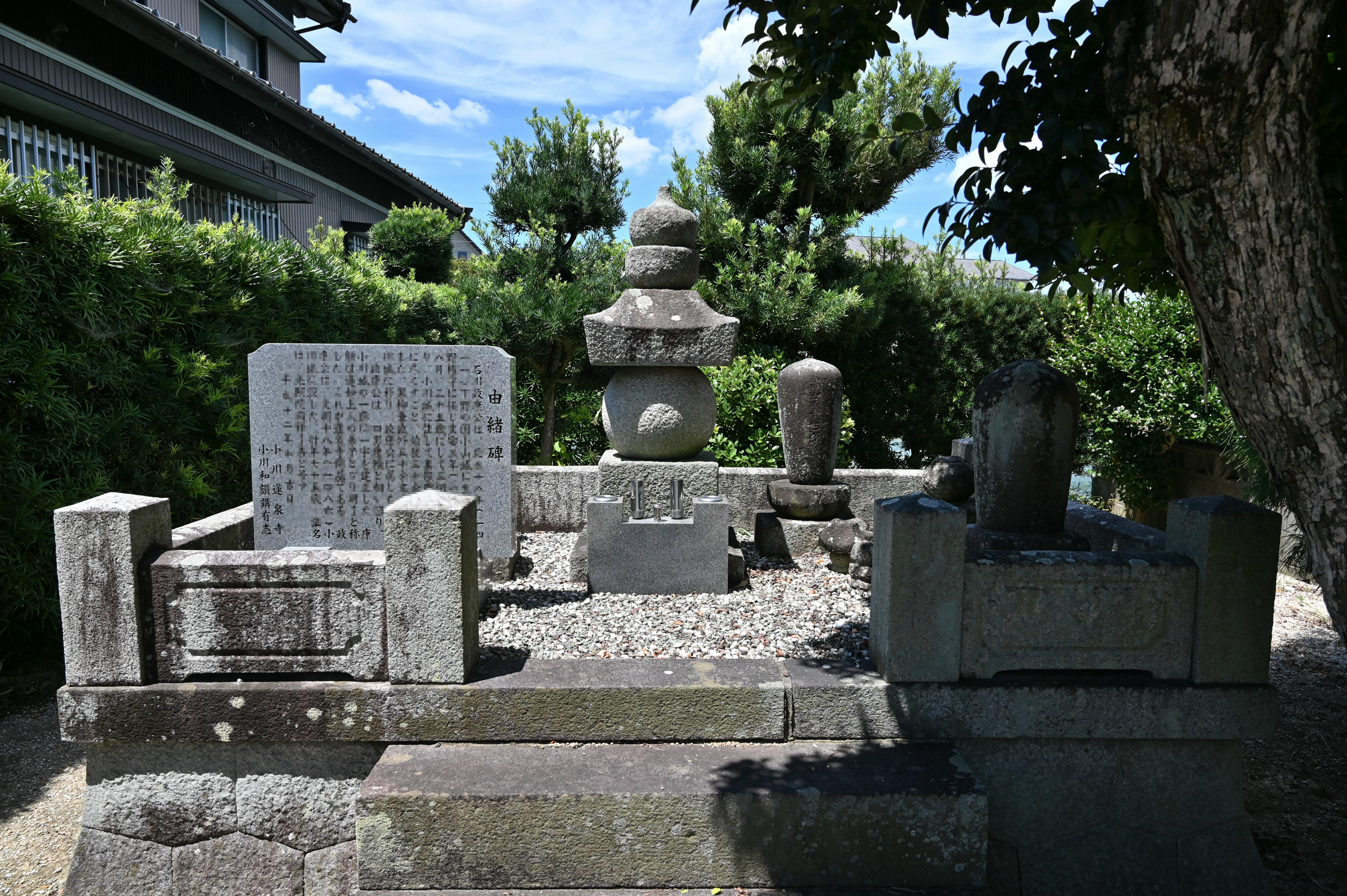
蓮泉寺（境内から少し離れた場所）にある石川政康の墓

石川 政康（いしかわ まさやす）は、室町時代中期から戦国時代初期にかけての武将。

## 生涯
後醍醐天皇の笠置山挙兵に際し宮方として従った清和源氏義時流石川義忠の六世孫を自称。義忠は笠木山敗残後北条氏、後に足利氏に追われ、その子時通と共に下野小山氏を頼り、関東に身を隠した。曾祖父朝成は妻の姓である小山を名乗った。
石川主殿頭系図（本證寺所蔵「本證寺記録并ニ石川家記録」所収）によると、政康は、鎌倉公方足利持氏の配下にいたが、永享11年（1439年）の永享の乱で流浪者となっていた時に蓮如と出会い、三河下向に供奉して門徒となったとある。
石川家譜によれば、関東に下り布教活動を行っていた本願寺蓮如に下野で会い、『三河は我が郷党なり。武士の大将をして一方を指揮すべき者なし。願わくば、三河国に来たりて、我が門徒を進退すべし』との蓮如の誘いに応じ、三河に赴き文安3年（1446年）三河国碧海郡志貴荘村に移住し小川城（現安城市小川町志茂）を築いたとされる。なお、政康は三河移住と共に姓を石川に戻した。また、一時石川氏本貫である河内国を訪れるが、すぐに三河に戻ったとされる。
小川築城後、寛政2年（1461年）には佐々木上宮寺（現岡崎市上佐々木町梅ノ木36）が本願寺派となり、また野寺本證寺（現安城市野寺町野寺26）・針崎勝鬘寺（現岡崎市針崎町朱印地3）も浄土真宗高田派から本願寺派門徒の重要拠点へと宗旨替えを行った（三河触頭三ヶ寺）。政康は額田郡土呂（現岡崎市福岡町）に一族の寺として本宗寺を建てたが、応仁2年（1468年）三河へ下向した蓮如に本宗寺を寄進、蓮如の子である本願寺第9世法主の実如の四男実円を住職として迎え入れ、本願寺法主の一族が住持する一家衆寺院として三河における本願寺門徒最大の拠点とした。
同じく政康の出家した子息康頼（僧明了）は小川城の隣に石川山蓮泉寺（現安城市小川町志茂339）を建てた。政康は三河国における門徒武士の総代として、宗派勢力拡大と拠点建設に深く関わった。後の三河一向一揆において、本宗寺及び三河触頭三ヶ寺は門徒拠点として激しく家康に抵抗した。
文明3年（1471年）、小川城に近い安祥城を松平信光が畠山氏より奪い、三男松平親忠を城主とした。親忠は政康に対し『政康の男子一人を召されて家老となされる』旨の申し出を行ったとされ、政康の命で三男石川親康が親忠に臣従したとされる。文亀2年7月18日（1502年8月20日）政康は死去した。
なお、三河石川氏については政康の下野からの移住前から三河国守護であった一色氏被官として土着していたとの説もある。石川政康の子親康の墓は在家城に隣接する石川山養楽寺（現岡崎市在家町上五反田43）にあり、在家城（築城年不明）は石川大隅守など一族の城とされ、木戸村古城（築城年不明、現安城市木戸町東屋敷）は石川式部が城主として伝えられるなど、小川周辺には石川家に係る史跡が多く残る。